# David Bachrach
Pour les articles homonymes, voir Bachrach.
David Bachrach, né le 16 juillet 1845 et mort le 10 décembre 1921, est un photographe américain d’origine allemande.

## Biographie
Il est connu pour sa contribution à la photographie et la création d’une société, Bachrach, Inc., qui devient une institution américaine au XXe siècle, en produisant les portraits officiels de nombreuses personnalités, notamment les présidents des États-Unis. Il obtient reconnaissance très jeune à la suite de photographies de Lincoln prises pendant la bataille de Gettysburg. Il ouvre son propre studio à Baltimore où il met au point son style de portraiture. Son fils, Louis Fabian Bachrach Jr., continue la société,.